# Башкирское правительство
Башкирское правительство (Правительство Башкирии, Правительство Башкурдистана; баш. Башҡорт хөкүмәте) — высший орган исполнительной власти Башкурдистана (Башкирской республики).

## История
Башкирское правительство было избрано 20 декабря 1917 года Малым курултаем на III Всебашкирском учредительном съезде. Председателем был избран Юнус Бикбов.
Местными учреждениями Башкирского правительства являлись кантонные (районные) и юртовые (волостные) управы, формирование которых началось осенью 1917 года. По отношению к Советской власти Башкирское правительство первоначально занимало выжидательную позицию. На основании постановления Оренбургского Мусульманского военно-революционного комитета (МВРК), в ночь с 3 по 4 февраля (по новому стилю — с 15 по 16 февраля) 1918 года 7 членов Башкирского правительства и Башкирского центрального шуро (И. М. Мутин, А. Н. Ягафаров, С. Г. Мрясов, А. А. Валидов, Г. Я. Аитбаев, А. К. Адигамов, И. Салихов) были арестованы. Постановление МВРК об аресте было утверждено Оренбургским губернским ревкомом только задним числом, который поверил клевете работников МВРК о совместных якобы действиях против Советской власти членов Башкирского правительства с атаманом Оренбургского Казачьего Круга А. И. Дутовым . После ареста членов Башкирского правительства группа башкирской молодёжи, в том числе некоторые активисты из молодёжной организации «Тулкына», образовали новый руководящий орган — Временный революционный совет (шуро) Башкурдистана (ВРСБ). В марте 1918 года в Баймаке большевиками были расстреляны два члена Правительства Башкурдистана — Габдулла Идельбаев и Гимран Магазов. 4 апреля находящиеся под арестом члены правительства были освобождены во время совместного налёта башкир и казаков.
Условия для восстановления деятельности правительства возникли после выступления Чехословацкого корпуса, когда на значительной территории края была ликвидирована Советская власть. Местом размещения национальных учреждений в июне-июле 1918 года стал занятый чехами Челябинск, куда прибыли члены правительства и Ксе-Курултая.
Согласно фарману Правительства Башкурдистана от 12 июня 1918 года для управления Башкирским войском был образован Башкирский военный совет.

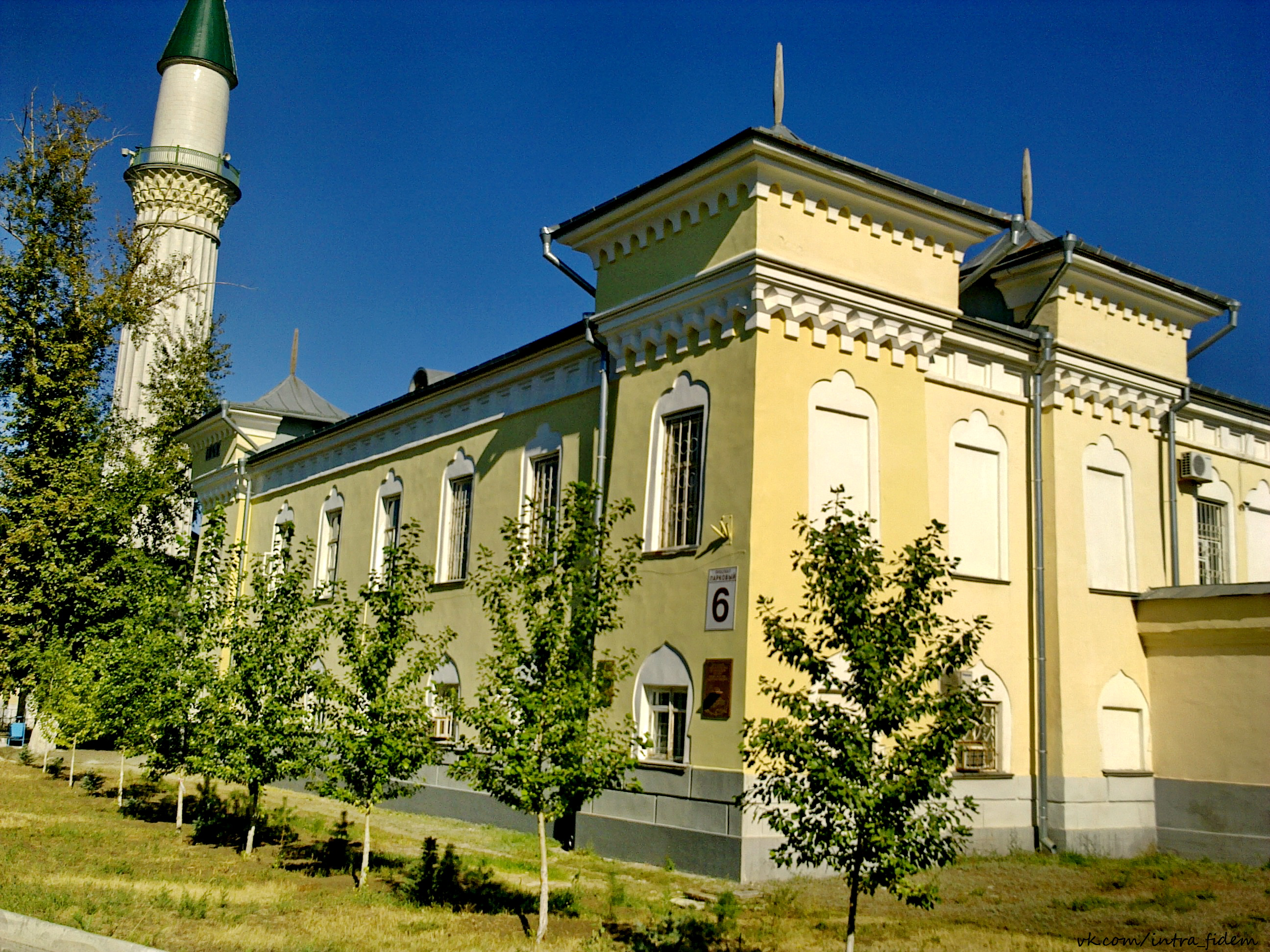
Резиденция Правительства и парламента Башкурдистана располагалось в оренбургском Караван-сарае

Башкирским правительством были установлены связи с антибольшевистскими центрами на востоке страны — Временным Сибирским правительством, Комучем, Оренбургским Казачьим Кругом и другими.
Правительством официально издавался «Вестник Башкирского правительства». Представители башкир участвовали в Челябинском уездном съезде и формировании ряда уездных структур, в частности земельной управы, в которую вошел представитель башкир Х. И. Ишбулатов.
В начале августа правительство учреждения переехало в Оренбург, занятый отрядами Оренбургского казачьего войска, руководители которого вполне лояльно относились к перспективе автономии и государственной самостоятельности Башкортостана. Делегация правительства во главе с И. М. Султановым, Ю. Ю. Бикбовым, А. А. Валидовым принимала участие в государственном совещании в Уфе, где в октябре 1918 года была предпринята попытка объединения различных политических сил под флагом Директории.
18 ноября 1918 года А. В. Колчак совершил военный переворот и объявил себя Верховным правителем России и Верховным Главнокомандующим вооруженными силами России. Адмирал Колчак не признавал автономию башкир. Всем местным правительствам было предложено объявить о самоликвидации, но Правительство Башкурдистана отказалось подчиниться «Грамоте Временного Всероссийского правительства ко всем областным правительствам, ко всем гражданам Государства Российского» от 4 ноября 1918 года. Это обращение, а также упразднение Башкирского военного совета и штаба Башкирского корпуса вместе с передачей командования башкирскими полками генерал-лейтенанту А. И. Дутову вынудили Башкирское правительство пойти на переговоры с представителями РСФСР. После начала переговоров с советскими властями о переходе Башкирского войска в сторону Красной Армии, в селе Темясово 26 января 1919 года состоялась реорганизация Башкирского правительства. Его новым председателем был избран Мстислав Кулаев, а А. А. Валидов — стал командующим Башкирского Войска. Это правительство и стремилось оформить автономию уже в Советской системе.
Башкирское правительство направило в Москву делегацию из председателя Башкирского правительства М. А. Кулаева, члена Башкирского правительства М. Д. Халикова и командира Башкирского Войска А. И. Бикбавова для переговоров об образовании Башкирской советской автономной республики.
16 февраля 1919 года правительство объявило о вхождении с 18 февраля автономной Башкирской республики в состав РСФСР и о переходе Башкирского войска на сторону Красной Армии. 22 февраля 1919 года Башкирское Правительство передало власть на территории Башкурдистана  Временному военному революционному комитету Башкирской республики, на базе которого позднее сформировался Башвоенревком.
20 марта 1919 года в Москве было подписано «Соглашение центральной Советской власти с Башкирским правительством о Советской Автономной Башкирии» и была образована Автономная Советская Башкирская Республика. Подписав данный документ, Советы признали национально-территориальную автономию Башкурдистана, которая существовала с 1917 года. После этого Правительство Башкурдистана завершает свою деятельность.
Среди национальных деятелей, оставшихся на стороне белогвардейцев и заявивших о поддержке А. В. Колчака, на первое место выдвинулись Габдулла Курбангалиев и его сын Мухаммед-Габдулхай Курбангалиев. На 26 июля 1919 года в Челябинске был намечен созыв Всебашкирского съезда (предполагалось сформировать альтернативные Валидову и его сторонникам национального учреждения). Поражение колчаковцев в ходе Челябинского сражения и уход белогвардейцев с территории Урала фактически положили конец попыткам воссоздания Башкирского правительства.

## Председатели
- Бикбов, Юнус Юлбарисович (декабрь 1917 — январь 1919);
- Кулаев, Мстислав Александрович (январь 1919 — март 1919).

## Печатные органы
Печатные органы Правительства Башкурдистана — газеты «Башкорт тауышы», «Башкортостан хокумэтенен теле».
|  |  |  |  |
|  |  |  |  |